# Garantie universelle des loyers
Pour l’article homonyme, voir GUL.
 (avril 2016).
Lire en ligne

Sur Légifrance : article de la loi

La Garantie universelle des loyers (GUL) est un dispositif français issu de la loi pour l'Accès au logement et un urbanisme rénové (ALUR) dans son article 23, qui fournit une garantie contre les loyers impayés, gérée et financée par l'État français. L'objectif de cette garantie est également de favoriser l'accès au logement et de lutter contre les expulsions.
La loi a été présentée par Cécile Duflot, alors Ministre de l'Égalité des Territoires et du Logement, le 26 juin 2013. Le 31 janvier 2014, la loi est votée en seconde lecture au Sénat. Après un passage en commission mixte paritaire, la loi a été en discussion en séance publique les 17 et 19 février 2014 à l'Assemblée nationale, puis le 20 février 2014 au Sénat, où elle a été définitivement adoptée, sous sa forme finale. La loi a été promulguée le 24 mars 2014.
L'article initial instituant la GUL était l'article 8, qui est devenu l'article 23 dans la loi définitive.
Il était prévu que la garantie s'applique aux contrats de location conclus à compter du 1er janvier 2016, mais le décret d'application de la loi n'a pas été publié. Le dispositif Visale (Visa pour le logement et l'emploi) la remplace.

## Historique
Différents dispositifs pré-existaient à ce nouveau dispositif : Loca-pass et GRL. Actuellement le dispositif intitulé GRL (Garantie des Risques Locatifs) est en vigueur. Il a subi plusieurs difficultés (un des principaux assureurs a résilié les contrats ) et a atteint une diffusion limitée (300 000 contrats). C'est un dispositif payant distribué par des assureurs, avec une réassurance de l'Etat. Il s'éteindra à l'entrée en vigueur du nouveau dispositif.
La garantie universelle des loyers est présentée comme une « sécurité sociale » du logement. Le nouveau dispositif est gratuit, et directement proposé pour tous les baux, il est destiné à permettre un accès plus facile au logement pour les locataires, sécuriser les propriétaires et à prévenir les expulsions.
Une étude d'impact du projet de loi, du 25 juin 2013, fournit une grande quantité de données chiffrées et la justification des modalités du projet de loi initial.
Entre le dépôt du projet de loi déposé le 26 juin 2013, jusqu'à son adoption en seconde lecture au Sénat le 31 janvier 2014, l'article 8 a été largement débattu, revu et précisé par les deux assemblées.
Ce projet de loi a fait l'objet de multiples polémiques sur le terrain médiatique, notamment sur le financement de cette mesure (qui devait faire l'objet d'une taxe sur les loyers ,,,), son caractère obligatoire,,,  (la dernière version de la loi a finalement introduit le fait que la garantie sera systématique, sauf si le bailleur indique le contraire), l'existence d'une franchise, son coût (évalué selon les sources entre 400 et 800 millions d'euros annuels, voire 3 milliards,), la déresponsabilisation des bailleurs et locataires, un manque de visibilité et d'efficacité par rapport à d'autres dispositifs (assurances privées).
Pendant la période d'examen de la loi, des précisions ont été apportées et incorporées au texte de loi pour y répondre, comme la possibilité de souscrire une assurance complémentaire, le montant du plafond de remboursement fixé au loyer de référence, de la loi, le financement apporté par Action Logement, la durée maximale d'indemnisation, les effectifs de l'agence qui devraient être limités à quelques dizaines,les jeunes, ciblés par le dispositif. 
Ses conditions de mise en œuvre n'étant pas encore toutes définies, elle continue de faire débat, auprès des assureurs et agents immobiliers: Le syndicat des courtiers en assurance a saisi le conseil de la concurrence, estimant que cela pourrait nuire au marché concurrent de la garantie non publique (GLI, aujourd'hui 900 000 contrats).
Parmi les avantages évoqués après le vote, on trouve la promotion offerte par le système pour les assureurs (le marché de l'assurance des impayés de loyer ne dépassant pas 15 à 20%). 
Un sondage en ligne évoque pour sa part le scepticisme des bailleurs.
Didier Ridoret, président de la Fédération française du bâtiment, considère que la garantie universelle des loyers est une « usine à gaz » inapplicable.
D'autres articles vantent ses avantages ainsi que ceux de la loi ALUR dans son ensemble ,.

## Remise en cause
Début juin 2014, Europe 1 fait état d'une remise en cause de la loi ALUR, et en particulier de l'encadrement des loyers et de la GUL, qui freineraient l'immobilier, ce qui provoque une série de démentis multiples du gouvernement .
Finalement, le Premier Ministre, Manuel Valls, annonce le 13 juin 2014, que des modifications seront prises, et seront annoncées officiellement en conseil des Ministres le 25 juin.
Le même jour, Cécile Duflot, à l'origine de la loi, réagit vivement, dans une interview au Parisien.

## Conditions d'application
Le dispositif concerne les baux privés (les logements sociaux ne sont pas concernés) d'habitation principale, soit 5 millions de baux privés recensés en 2006, et 6,7 millions évalués en 2013.
Il concerne tous les publics, quels que soient leurs revenus.
La garantie aura plusieurs limitations, dont voici les principales :
- une carence, période minimale pendant laquelle la garantie ne s'appliquera pas (paragraphe I, D, 3);
- une franchise, période minimale d'impayé, qui ne sera pas remboursée (paragraphe I,D,5 ) ;
- une durée limite d'indemnisation (paragraphe I,D 3);
- un montant maximal de remboursement, égal au loyer de référence (paragraphe I, D, 2) , défini dans l'article 6 de la loi, ou au loyer de référence majoré, pour les étudiants ou les personnes à revenu précaire;
- une limitation dans le montant remboursé, si le bailleur a été négligent, ou si le loyer était supérieur à 50 % des ressources du locataire (hors cas de locataire étudiant): paragraphe I, D, 4.

La garantie est exclusive d'un cautionnement (hormis les cas des étudiants):  paragraphe I, B, 1.
Dans le cas des étudiants et locataires précaires (CDD, intérim, ...), les limitations sont moins fortes (franchise notamment), les remboursements sont supérieurs (loyer majoré).
La garantie sera gratuite, et s'appliquera pour tous les baux, sauf si le bail précise le contraire (paragraphe I, B, 6).

## Mise en œuvre
La mise en œuvre de la garantie sera la suivante:
- le contrat de bail devra être enregistré (chapitre I, B, 5);
- dès la survenue des impayés, le bailleur devra se manifester pour obtenir ses remboursements par l'Etat;
- l'Etat se retournera alors vers le locataire, pour obtenir le remboursement, par le Trésor public.

La gestion de cette garantie sera assurée par un établissement public, créé au plus tard le 1er janvier 2015, et par le biais de centres de gestion agréés.
Les conditions précises de mise en œuvre seront définies par décret en 2014.